# FLN
FLN (Front de libération nationale, eller Nationella befrielsefronten) är ett parti i Algeriet. Det bildades 1 november 1954 som en gerilla- och frihetsrörelse för landets självständighet, som uppnåddes 1962. 
Organisationen var den dominerande organisationen som kämpade för Algeriets frihet från den franska kolonialismen. Strategin var från första början att genomdriva självständigheten genom väpnat motstånd, eftersom man ansåg att tidigare partier och rörelser misslyckats med fredliga försök att övertyga Frankrike om algeriernas rättigheter. FLN:s existens meddelades samtidigt som man inledde det väpnade upproret för självständighet 1 november 1954, och gruppen växte därefter snabbt i storlek och styrka, allt eftersom andra nationalistiska organisationer (partier, intellektuella, muslimska ledare och lokala grupper) anslöt sig eller röjdes ur vägen.
FLN:s väpnade gren, ALN (nationella befrielsearmén), bedrev dels klassiskt gerillakrig i de algeriska bergen, men utförde också attentat mot både soldater och civila europeiska bosättare i de större städerna. Förutom i Algeriet hade FLN också ett starkt fäste i exil i den algeriska diasporan i Frankrike, där man kämpade om inflytande med rivaliserande nationalistgrupper ("kafékrigen"), samt i de självständiga arabiska staterna, som stödde Algeriets befrielsekrig (i synnerhet Egypten, Marocko och Tunisien).
Den väpnade konflikten i Algeriet pågick tills mars 1962 då Frankrike skrev på ett fredsavtal med FLN, den så kallade Evianfreden. Minst 350 000 människor tros ha dödats under det åtta år långa kriget, varav det överväldigande flertalet var algerier; FLN själva anger antalet "martyrer" till 1,5 miljoner. I juli samma år accepterades fredsfördraget genom en folkomröstning i Algeriet, med stor majoritet, och Frankrike lämnade landet. 
Efter frigörelsen ombildade FLN Algeriet till en enpartistat med sig själva som styrade parti. Ahmed Ben Bella blev landets första president. I praktiken kom dock staten att regeras med partiet som kuliss av olika militära intressegrupperingar. Flerpartisystem infördes i en serie reformer efter att landet drabbats av en politisk och ekonomisk kris fr.o.m. 1988, varefter Algeriet dock drabbades av inbördeskrig. Efter flera år i opposition är FLN idag ett regeringsparti i koalition med andra. President Abdelaziz Bouteflika, som deltog i självständighetskriget på 1950-talet, är hedersmedlem av FLN.
Partiet är nationalistiskt och har varit starkt engagerat för solidaritet med andra arabiska länder, bl.a. Palestina och Västsahara. Det har socialistiskt färgade idéer om ekonomi och samhälle, utan att därför vara, eller ha varit, marxistiskt. Snarare har ett slags nationalistisk populism, anpassad till rådande värderingar, varit det huvudsakliga kännemärket för partiets politik. Det förordar en viss islamisk prägel på staten, som dock i huvudsak ska vara sekulär, och man är motståndare till de s.k. islamistiska rörelser som vill att Algeriet ska bli en muslimsk teokrati.